# Miłonów
Miłonów (niem. Mellenau) – wieś w Polsce w województwie dolnośląskim, w powiecie oławskim, w gminie Oława.
W latach 1975–1998 miejscowość administracyjnie należała do województwa wrocławskiego.

## Nazwa
Nazwa miejscowości wywodzi się od miłości - polskiej nazwy uczucia. Heinrich Adamy swoim dziele o nazwach miejscowości na Śląsku wydanym w 1888 roku we Wrocławiu jako najstarszą nazwę miejscowości wymienia Miłonowo podając jej znaczenie "Neue Liebe" czyli w języku polskim "Nowa miłość".